# Barbantus curvifrons
Barbantus curvifrons is een straalvinnige vissensoort uit de familie van glaskopvissen (Platytroctidae). De wetenschappelijke naam van de soort is voor het eerst geldig gepubliceerd in 1931 door Roule & Angel.